# Autobahnkreuz Memmingen
Das Autobahnkreuz Memmingen (Abkürzung: AK Memmingen; Kurzform: Kreuz Memmingen, auch Memminger Kreuz) ist ein Autobahnkreuz bei Memmingen in Bayern. Es verbindet die Bundesautobahn 7 (Flensburg-Füssen) mit der Bundesautobahn 96 (München-Lindau). Die offizielle Bezeichnung lautet AK 128/12 Memmingen.

## Beschreibung
Das Autobahnkreuz liegt nordwestlich von Memmingen auf dem Gebiet der Gemeinde Buxheim im Landkreis Unterallgäu, nur wenige Kilometer vom Stadtzentrum Memmingen entfernt. Es wurde als Kleeblatt ausgeführt, mit einer Direktverbindung (Tunnel) von der A 96 aus Richtung Lindau zur A 7 in Richtung Ulm. Von der A 96 gelangt man östlich vom Autobahnkreuz über die nur wenige 100 m entfernte Ausfahrt Memmingen-Nord direkt ins Stadtgebiet Memmingen. Weitere Autobahnanschlüsse zur Stadt Memmingen bestehen auf der A 96 ca. 4 Kilometer weiter östlich mit dem Anschluss Memmingen-Ost und auf der A 7 ca. 5 Kilometer weiter südlich mit dem Anschluss Memmingen-Süd.
Die A 96 stellt in der Relation Lindau–München einen sog. TOTSO dar. Die baulich durchgehende Fahrbahn der A 96 führt auf die A 7 Richtung Ulm, während zur Weiterfahrt auf der A 96 Richtung München abgefahren werden muss.

## Geschichte
Die seit 1972 bei Memmingen bestehende Abfahrt der A 7 wurde in den Jahren 1977 und 1978 durch den weiteren Ausbau der Bundesstraße 18 zum Autobahnkreuz. Hierbei wurde zunächst nur direkt im Kreuzungsbereich auf einer Strecke von 2,2 Kilometern die Bundesstraße 18 autobahnähnlich ausgebaut (Verkehrsfreigabe im Dezember 1978). Der Bau der zweiten Fahrbahn der A 96 erfolgte in der Umgebung des Autobahnkreuzes erst in den Jahren 1988 bis 1990 (Verkehrsfreigabe im Dezember 1990). Mit dem Bau der ersten bzw. zweiten Fahrbahn der A 96 wurden auch die Autobahnbrücken über das westlich gelegene Buxachtal gebaut. Die erste Brücke 1978 für die nördliche Fahrbahn mit zwei Fahrspuren, die zweite Brücke 1990 für die südliche Fahrbahn mit zwei Fahrspuren.
Ab dem Jahr 1998 wurde der östlich vom Autobahnkreuz gelegene Autobahnzubringer zur Anschlussstelle Memmingen-Nord umgebaut. Im Bereich dieses Autobahnanschlusses hat sich schon seit 1992 das Industriegebiet Memmingen-Nord stark vergrößert.
Von Juni 2020 bis Dezember 2023 wurde das Autobahnkreuz umgebaut. Das Ziel der Maßnahme war eine Optimierung der Verkehrsströme im und um den Bereich des Autobahnkreuzes. Erreicht wurde dies durch einen Umbau der Ein- und Ausfädelungsbereiche der A 96 von und nach Lindau am westlichen Bereich des Autobahnkreuzes in einem circa 800 Meter langen Abschnitt. Im Einzelnen wurden folgende Maßnahmen durchgeführt: Eine durchgehende zweistreifige Richtungsfahrbahn der A 96 für jede Fahrtrichtung. Die Ausweitung der Richtungsfahrbahn Lindau – München auf insgesamt vier Fahrstreifen mit künftig jeweils zwei Fahrstreifen Richtung München (A 96) sowie zwei weiteren zur Ausfädelung Richtung Ulm (A 7). An Baukosten fielen 19,2 Millionen Euro an.

## Verkehrssituation
Das Kreuz wurde im Jahr 2015 täglich von etwa 88.000 Fahrzeugen passiert. Besonders zur Ferienzeit entstehen, vor allem an Wochenenden, rund um das Autobahnkreuz häufig Verkehrsstaus von mehreren Kilometern Länge.
| Von               | Nach                     | Durchschnittliche tägliche Verkehrsstärke | Durchschnittliche tägliche Verkehrsstärke | Durchschnittliche tägliche Verkehrsstärke | Anteil Schwerlastverkehr | Anteil Schwerlastverkehr | Anteil Schwerlastverkehr |
| Von               | Nach                     | 2005                                      | 2010                                      | 2015                                      | 2005                     | 2010                     | 2015                     |
| ----------------- | ------------------------ | ----------------------------------------- | ----------------------------------------- | ----------------------------------------- | ------------------------ | ------------------------ | ------------------------ |
| AS Berkheim (A 7) | AK Memmingen             | 49.500                                    | 50.500                                    | 56.300                                    | 10,4 %                   | 09,8 %                   | 11,3 %                   |
| AK Memmingen      | AS Memmingen-Süd (A 7)   | 30.400                                    | 32.500                                    | 35.900                                    | 09,9 %                   | 09,3 %                   | 09,4 %                   |
| AS Aitrach (A 96) | AK Memmingen             | 33.400                                    | 34.400                                    | 37.200                                    | 13,3 %                   | 12,6 %                   | 11,3 %                   |
| AK Memmingen      | AS Memmingen-Nord (A 96) | 34.800                                    | 40.500                                    | 47.200                                    | 13,2 %                   | 12,3 %                   | 12,8 %                   |